# Приписани грбови
Приписани, или додељени грбови су грбови који су приписани ликовима из предања или легенди и познатим историјским личностима које су живеле пре настанка и развоја хералдике. Почевши са 12. веком, грбови су приписани свим витезовима Округлог стола а ускоро су грбове добиле и личности које се помињу у Светом писму, грчки и римски хероји, као и краљеви и папе који никад за живота нису имали свој грб. Неки од тих грбова су се временом помало мењали али грбови важних личности остали су непромењени.
Један од значајнијих грбова који су приписани некој од личности из Светог писма јесте грб Исуса Христа, који приказује инструменте његовог страдања и штит Светог Тројства. Средњовековна литература приписује грбове и историјским личностима као што су Александар Велики, Јулије Цезар и краљ Артур. Грбове су добили многи краљеви који су живели и владали пре настанка и развоја хералдике, укључујући и Едварда Исповедника и Вилијама Првог од Енглеске. Ови грбови су понекад коришћени као део грба на грбовима њихових потомака. 

## Историја
Приписани или измишљени грбови се појављују у литератури средином 12. века, посебно у вези Артуријанских легенди. Временом су грбовници приказали чак 40 грбова Артурових витезова. Следећи ступањ развоја ове гране грбова настао је током 14. и 15. века када су грбовници артуријанских грбова дошли до броја од око 200 грбова. 
Током истог века, грбовници су изумели и грбове неких од краљева страних земаља. Када су грбови постали модерни у племићким круговима, било је неубедљиво да неки краљ не буде носилац грба. У такво време, било је „природно мислити о томе какав би грб био најпогоднији за значајне личности прошлих времена“. 
Неки од приписаних грбова су стављени на грбове њихових потомака. На пример, грб породице Лојд из Стоктона је био састављен од бројних грбова поглавара велшких кланова који су живели у 9. веку или раније. На сличан начин, приписан је грб и Папи Леу Деветом, израђен на основу грбова његових потомака. 
У 16. и 17. веку приписано је и мноштво грбова великом броју светаца, краљева и папа, нарочито онима из 11. и 12. века. Папа Иноћентије Четврти (1243–1254) је први папа за чији се грб поуздано зна да је историјски. До краја 17. века, употреба приписаних грбова је била боље правно уређена. 
Боје и симболи који су приписани неким историјским личностима дају увид у историју симболизма.

## Ликови из књижевности
Од 13. века, краљу Артуру су најчешће додељене три златне круне на плавом пољу. У спису из 1394. године, Артур је приказан како држи заставу на којој су приказане три златне круне. Стављано је и 11, 13, па чак и 30 круна је понекад стављано, како би указало на краљевства која је освојио. 
И други ликови из артуријанских легенди су добили своје грбове. Ланселот прво добија штит чисто беле боје али касније добија три црвене косе пруге преко белог поља, које симболизују снагу три човека. Тристан је добио више грбова. Његов најстарији грб је био грб из 13. века на ком је приказан златни лав у скоку на црвеном пољу. У другим верзијама, поље је било зелено а не црвено. Готфрид вон Стразбур му је доделио сребрни штит, са црним вепром у скоку. У Италији, пак, добио је геометијску шару.

## Краљеви
Грбове су добили и многи краљеви из пре-хералдичког доба. Међу најпознатијима су франачки краљеви, који су добили три жабе. Одатле, према неким веровањима, потичу три љиљана Француске.
Виљем Освајач, први нормански краљ Енглеске имао је грб са два лава на њему. Краљ Ричард Лавље срце је узео та два лава и ставио их на црвено поље, одакле потичу три лава на грбу Енглеске. Ипак, нема доказа да Виљемов грб није приписан њему након његове смрти. 
Првим саксонским краљевима је приписан златни крст на плавом пољу али тај грб се први пут појављује тек у 13. веку. Грб светог Едварда Исповедника, плави штит са златним крстом и пет златних птица на њему, изгледа да су му доделили хералди из времена краља Хенрија Трећег, а засновали су га на новчићу који је кован у време краља Едварда. Овај грб је касније употребио краљ Ричард Други у спомен на овог свеца. 
Грбови су додељени и краљевима англо-саксонске хептархије. Краљевини Есекс је, на пример, додељен црвени штит са три мача. Овај грб су користили окрузи Есекса и Мидлсекса све до 1910. године, када је Веће округа Мидлсекс тражило од Колеџа за грбове да му званично додели грб. Мидлсекс је добио црвени штит са три мача и „саксонском круном“. Веће округа Есекс је добило 1932. исти грб али без круне.
Чак су и неки римски владари добили своје грбове, као нпр. Ромул, први владар Рима, који је на грбу имао вучицу.

## Ликови из Светог писма

### Исус Христ и Девица Марија
Исусу Христу је био додељен Часни крст као симбол, и као такав су га користили и крсташи. Понекад се на Христовом грбу појављује и пасхално јагње. Ипак, до 13. века је се усталило да се за Христов грб користе инструменти његовог страдања. Ови инструменти су били описани хералдичким терминима, као нпр. на печату из око 1240. године, где су приказани крст, ексери, трнов венац и бич.
Девици Марији били су додељени срце са крилима, прободено мачем и стављено на плаво поље. Девици Марији је такође приписан и један грб са белим љиљанима. 

### Свето Тројство и анђели
Из жеље да се апстрактно учини видљивим, грбови су додељени и невидљивих духовима. Пошто је црква у средњем веку човеколике приказе Светог Тројства сматрала непожељнима, штит Светог Тројства је брзо постао популаран. Често је био употребљаван не само у декорацијама цркава већ и разних богословских списа и грбовника. Један од најранијих примера је Summa Vitiorum на којем је приказан витез који се бори против седам смртних грехова, а носи штит Светог Тројства.
Свети арханђел Михаило се често појављује у хералдици. У једном случају, штит Светог Тројства се приписује арханђелу Михаилу. Много чешће, он се приказује у оклопу са црвеним крстом на белом пољу, како убија Сатану, који је приказан као змај. Овај грб, првобитно приписан арханђелу Михаилу, касније је додељен светоме Ђорђу.
Хералдика је доделила грб чак и самом Сатани, као генералу армије палих анђела, грбу по којем би био лако препознат у жару битке. Douce Apocalypse га приказује како носи црвени штит са златном водоравном пругом и три жабе, грб који је заснован на „три нечиста духа као жабе“ (Откр. 16, 13).
- Традиционални грб Сатане, заснован на „три нечиста духа као жабе“ (Откр. 16, 13).
- Грб св. арханђела Михаила, касније приписан св. Георгију